# Czysta Dębina-Kolonia
Czysta Dębina-Kolonia (prononciation : [ˈt͡ʂɨsta dɛmˈbʲina kɔˈlɔɲa]) - (en Ukrainien: Бараниця, Baranytsia) est un village polonais de la gmina de Gorzków dans le powiat de Krasnystaw de la voïvodie de Lublin dans l'est de la Pologne.

## Histoire
De 1975 à 1998, le village est attaché administrativement à la Voïvodie de Zamość.

Depuis 1999, il fait partie de la nouvelle voïvodie de Lublin.